# Жантурин, Нурмухан Сейтахметович
Нурмухан Сейтахметович Жантурин (каз. Нұрмұхан Сейтахметұлы Жантөрин; 22 апреля 1928, Баксайский район, Гурьевская область — 2 мая 1990, Алма-Ата) — казахский советский актёр театра и кино, режиссёр кино, Народный артист Казахской ССР (1966).

## Биография
Нурмухан Жантурин родился 22 апреля 1928 года в селе Кондаурово современной Атырауской области Казахстана. С 14 лет в военные годы работал помощником оператора в Гурьевской нефтяной разведке. В 1950 году окончил Алма-Атинскую киношколу, в 1952 окончил актёрский факультет Ташкентского театрально-художественного института им. А. Н. Островского. С 1952 по 1967 годы работал актером Казахского Академического театра драмы имени Мухтара Ауэзова; вернулся в театр в 1988 году. С 1948 года также снимался в кино; работал на киностудии «Казахфильм» с 1967 по 1988 годы.
Наиболее известные театральные роли — Чокан Валиханов (одноимённая пьеса по С. Муканову), Кодар («Козы Корпеш — Баян сулу» Г. Мусрепова), Кебек и Сырым («Енлик-Кебек» и «Каракоз» М. Ауэзова), Арман («Одно дерево — не лес» А. Тажибаева), Кабен («Неугасимый огонь» З. Кабдулова), Санжан («Несмешная комедия» А. Тарази), Доктор («Всеми забытый» Н. Хикмета), Синтаро («Судьба женщины» М. Каору), Мольер («Кабала святош» М. А. Булгакова), а также Яго и Макбет в «Отелло» и «Макбет» У. Шекспира (последнюю роль сыграл в постановке Карагандинского областного казахского драматического театра имени С. Сейфуллина).
Первая роль в кино — паренёк-чукча Туматуге в фильме «Алитет уходит в горы» (по роману Т. З. Сёмушкина, 1950). Другие известные роли: Керим («Дочь степей», 1954), Джоомарт («Салтанат», 1955), Альжанов («На диком бреге Иртыша», 1959), Абакир («Зной», 1962), Тагай («Джура», 1964), Танабай («Бег иноходца», 1968), Аблайханов («Конец атамана», 1970), Курмангазы («Курмангазы», 1974) и др. В фильме «Его время придёт» (1957, реж. М. Бегалин) впервые создал в кино образ Чокана Валиханова. На Всесоюзном фестивале «Созвездие-90» за заглавную роль в фильме «Султан Бейбарс» Жантурин (вместе с Нонной Мордюковой) отмечен призом в номинации «За особый вклад в актёрское дело».

## Театральное творчество
Казахский государственный академический театр драмы имени М. О. Ауэзова:
- 1952 — Цветущий край
- 1953 — Козы корпеш
- 1953 — Шёлковое сюзане
- 1954 — Любовь на рассвете
- 1954 — Укрощение строптивой
- 1955 — Фархад и Ширин
- 1955 — Амангельды
- 1955 — Зависть
- 1956 — Чокан Валиханов
- 1957 — Енлик-Кебек
- 1958 — Одно дерево — не лес
- 1959 — Как бы ты поступил?
- 1960 — Так начиналась эпоха
- 1961 — Сауле
- 1962 — Четвёртый
- 1962 — Абай
- 1962 — Ты — песня моя желанная
- 1963 — Карагоз
- 1963 — Единомышленники
- 1964 — Материнское поле
- 1964 — Отелло
- 1964 — Маленькие трагедии
- 1965 — Всеми забытый
- 1966 — Судьба женщины
- 1967 — Несмешная комедия
- 1980, 1988 — Кабала святош (Мольер)
- 1980, 1988 — Прощай, волкодав!

Режиссёрские работы в театре:
- 1961 — Женитьба

## Фильмография

### Актёр
- 1948 — Алитет уходит в горы — Туматуге
- 1952 — Джамбул — Мурат (нет в титрах)
- 1954 — Дочь степей  — Керим
- 1954 — Поэма о любви — Кодар
- 1955 — Первый эшелон — Курбанов
- 1955 — Салтанат — Джоомарт
- 1957 — Его время придёт — Чокан Валиханов, путешественник и просветитель
- 1958 — Мы из Семиречья — Досов
- 1958 — Шквал — Дарыбаев
- 1959 — На диком бреге Иртыша — Альжанов
- 1959 — Однажды ночью — Шалтай Демесинов
- 1961 — Сплав — Бекен Асанов
- 1962 — Зной — Абакир Джураев, дублировал Николай Граббе
- 1964 — Джура — Тагай
- 1964 — Канатоходцы — лазутчик
- 1965 — Самая послушная — Ташимов
- 1965 — У каждого своя дорога — Мамбет, дублировал Ефим Копелян
- 1965 — Чинара на скале — Ильяс
- 1968 — Бег иноходца — Танабай
- 1968 — Дорога в тысячу вёрст — Сардарбек
- 1970 — В те дни — Сарымулда
- 1970 — Доверие — Кукольников
- 1970 — Белый квадрат — эпизод
- 1970 — Конец атамана — Аблайханов, белогвардейский полковник
- 1970 — Чрезвычайный комиссар — Салим Курбаши
- 1971 — Слушайте на той стороне — Камацубара, японский генерал
- 1971 — Кочующий фронт — Лопсан Чамза
- 1972 — Седьмая пуля — Курбаши
- 1973 — Там, где горы белые… — Мырзагали
- 1974 — Курмангазы — Курмангазы
- 1974 — Ласточки прилетают весной (киноальманах) — Айдар-ака, шофер
- 1974 — На быстрине — Мукан
- 1974 — Степные раскаты
- 1975 — Арман

— Чордон
- 1975 — Танец орла — дед Чорбаа
- 1975 — Выбор — Али
- 1975 — Любимая — отец
- 1976 — Третья сторона медали — Гаппаров
- 1976 — Моя любовь на третьем курсе
- 1977 — Мечта — Чорон
- 1978 — Жнецы — Кельденов
- 1978 — Клад чёрных гор — Затаев
- 1978 — Осторожно, газ!
- 1978 — След росомахи — Токо
- 1979 — Решающая схватка — отец Альжана
- 1979 — Чемпионы — '
- 1980 — Месяц на размышление — Актаев
- 1980 — Перегон — Инспектор
- 1980 — Пора звенящего зноя — Сулеймен
- 1981 — Провинциальный роман — игрок
- 1982 — Бабушка-генерал\Суюнчи — Мергенбай
- 1982 — Белый шаман — Рырка
- 1982 — Колодец Сапара — Арын-ага
- 1982 — Красавица в трауре — Табунщик Булат
- 1982 — Орнамент — Секретарь
- 1982 — Родные степи — Султан
- 1982 — Соленая река детства — Зейнулла-ата
- 1983 — Непобедимый — Устос Джума, дублировал Николай Граббе
- 1983 — Охотник — Старик
- 1984 — Огненные дороги — Бузрукбай
- 1984 — Бойся, враг, девятого сына — Тасбол
- 1985 — Лети, журавлик — Оскенбай
- 1985 — Марафон для аксакала — Дед Шонай
- 1985 — Начни с себя — Байзаков
- 1986 — Время жить — Художник
- 1986 — Золотая баба — Евдя
- 1987 — Даниил — князь Галицкий — Батый
- 1987 — Амуланга — дедушка Мерген, чабан
- 1988 — Жизнь господина де Мольера — Мольер
- 1988 — Странный мир желаний и надежд — Начальник небесной канцелярии
- 1989 — Бархан — Аскар
- 1989 — Дархан — Дархан
- 1989 — Султан Бейбарс — Бейбарс-султан
- 1991 — Последнее путешествие Каипа — '
- 1991 — Суржекей — ангел смерти — Пахреддин'

### Режиссёр
- 1972 — Лесная баллада (совместно с Цой Гук Ином)
- 1976 — Третья сторона медали (совместно с Н. Жайкановым)
- 1978 — Клад чёрных гор

## Награды и премии
- Орден Дружбы народов (10 мая 1988)

- Народный артист Казахской ССР (1966)

- Орден Трудового Красного Знамени (3 января 1959) — за выдающиеся заслуги в развитии казахского искусства и литературы и в связи с декадой казахского искусства и литературы в гор. Москве

- Заслуженный артист Казахской ССР (1959)[1]

- Орден Трудового Красного Знамени

- Государственная премия Казахской ССР

- медали

## Память
- Атырауская областная филармония имени Нурмухана Жантурина в городе Атырау.
- Областной музыкально-драматический театр имени Нурмухана Жантурина в городе Актау.